# Dolichoderus intermedius
Dolichoderus intermedius é uma espécie de formiga do gênero Dolichoderus.